# كانيلا (لاعب كرة قدم)
كانيلا هو لاعب كرة قدم برازيلي، ولد في 22 يناير 2000. لعب مع زولته فاريجيم.